# Nước chấm

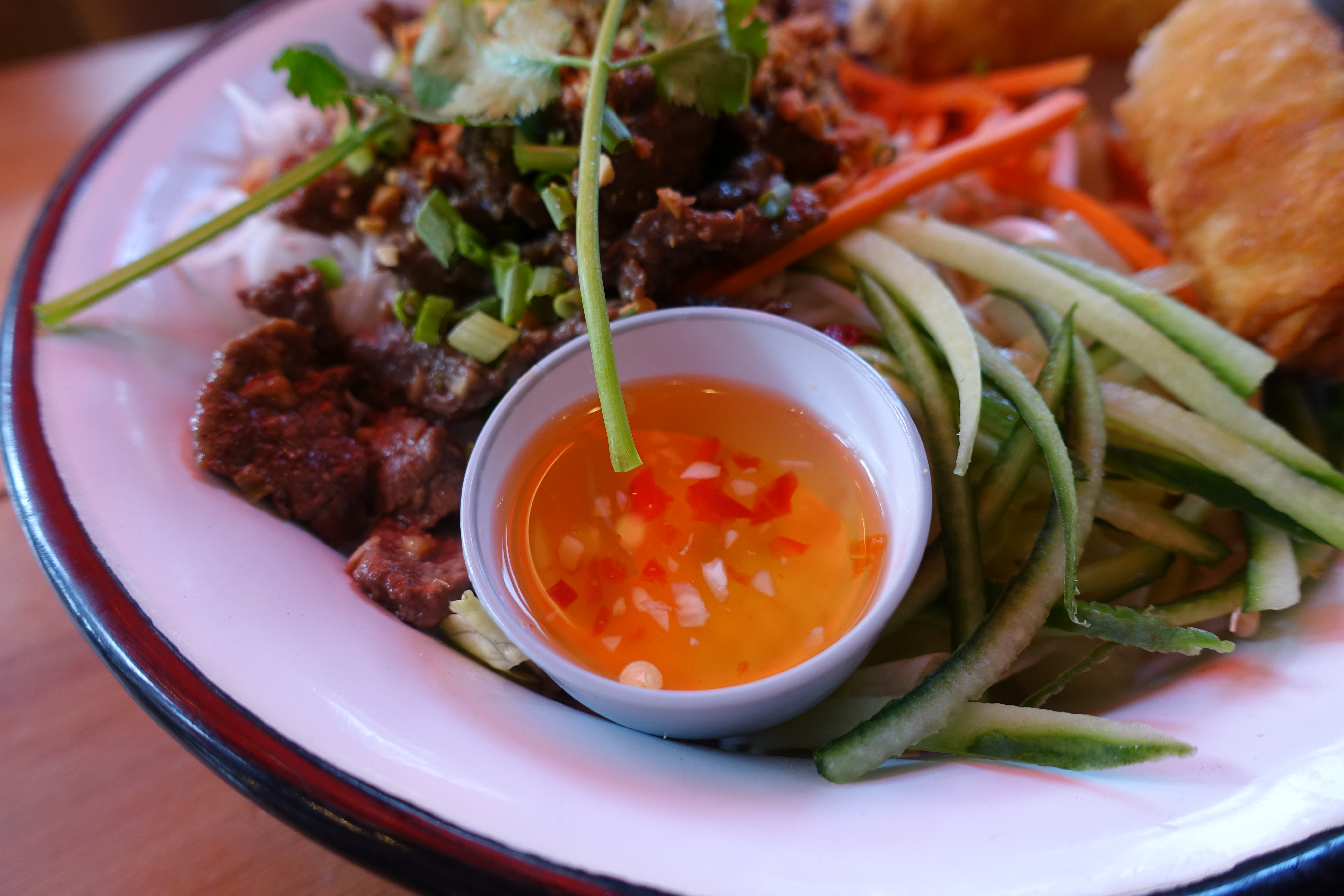
Plato con nước chấm.

El nước chấm es una salsa con un fuerte sabor salado muy empleada en la cocina vietnamita. Suele emplearse como una salsa para mojar o como condimento de otros alimentos. Su apariencia es ligeramente aguada y con unas tonalidades naranjo-verdesas. Suele elaborarse con lima/limón, vinagre, salsa de pescado, así como ajos picados. 

## Servir
La salsa nước chấm se sirve normalmente con diversos tipos de crêpes vietnamitas: bánh cuốn, chả giò (denominados también rollos imperiales), bánh xèo y gỏi cuốn, arroz partido (cơm tấm) así como también con diferentes masas de arroz. En algunas ocasiones se pone en un pequeño plato aparte con zanahoria cortada en fina juliana flotando en su superficie. 